# Nyctiophylax hjangsanchonus
Nyctiophylax hjangsanchonus là một loài Trichoptera trong họ Polycentropodidae. Chúng phân bố ở miền Cổ bắc.